# ×Calammophila baltica
XCalammophila baltica là một loài thực vật có hoa trong họ Hòa thảo. Loài này được (Flüggé ex Schrad.) Brand miêu tả khoa học đầu tiên năm 1907.